# Wickerschwihr
Wickerschwihr település Franciaországban, Haut-Rhin megyében. Lakosainak száma 720 fő (2022. január 1.). Wickerschwihr Bischwihr, Muntzenheim, Jebsheim és Porte-du-Ried községekkel határos.

## Népesség
A település népessége az elmúlt években az alábbi módon változott:
| Lakosok száma | 768  | 753  | 772  | 732  | 721  | 711  | 697  | 699  | 720  |
|               | 2013 | 2015 | 2016 | 2017 | 2018 | 2019 | 2020 | 2021 | 2022 |